# Осташки (заказник)

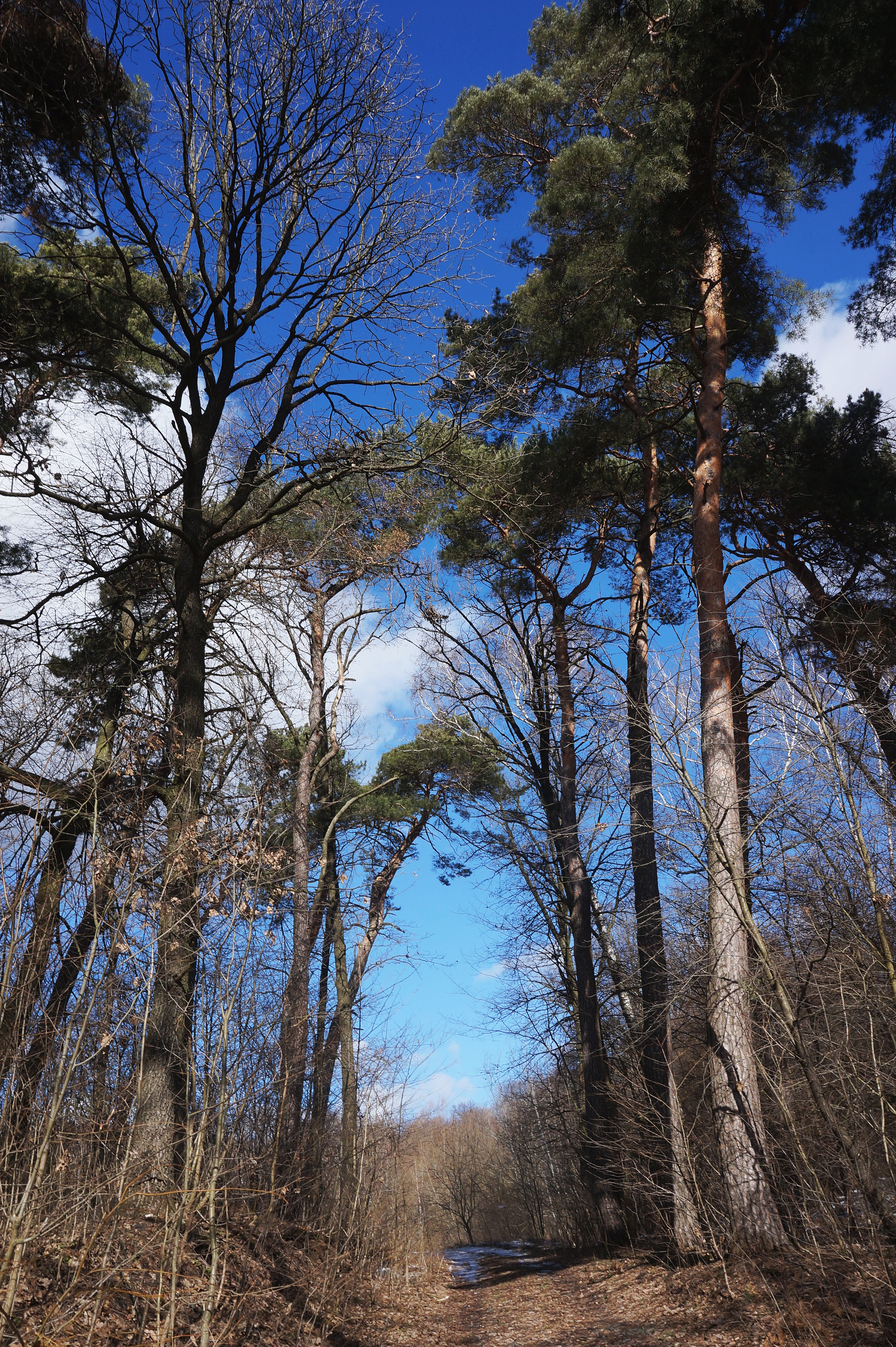
Сосна у лісовому заказнику Осташки

Осташки́ — лісовий заказник місцевого значення в Україні. Розташований у межах Хмельницького району Хмельницької області, на південь від села Осташки. 
Площа 222 га. Статус надано згідно з рішенням 2 сесії обласної ради народних депутатів від 28.10.1994 року № 7. Перебуває у віданні ДП «Хмельницьке лісомисливське господарство» (Хмельницьке л-во, кв. 12—15). 
Статус надано з метою збереження типової подільської діброви з високопродуктивним насадженням дуба черешчатого, липи дрібнолистої, сосни звичайної, ялини європейської. 